# Grafični program
Grafični program je računalniški program za prikaz in delo z informacijo v slikovni obliki. Sliko lahko vnesemo z optičnim branjem (skeniranje), z risanjem z miško oziroma peresom po grafični tablici ali pa z risanjem s svetlobnim peresom neposredno na zaslon.
Rezultat teh programov je lahko enostaven tortni diagram, zapletena animacija v znanstvenofantastičnem filmu ali pa navidezno tridimenzionalni inženirski načrt. Risba je v računalniku shranjena kot rastrska ali kot vektorska grafika.

## Zgodovina
V letu 1980, ko so se pojavili prvi namizni računalniki so se skupaj z iznajdbo uporabniških programov pojavile želje po upravljanju in kreiranju računalniške slike, katere kakovostnih prvin in estetske podobe pred tem ni bilo mogoče doseči s tradicionalnimi metodami grafičnega oblikovanja in tako so računalniki (in s tem uporabniški programi za obdelavo slike) postali nepogrešljivi pripomočki v oblikovalni industriji. 
Kmalu so kakovostni grafični programi postali izjemno priljubljeni predvsem pri profesionalnih oblikovalcih saj so dovoljevali ustvarjalcu hitro in učinkovito udejstvovanje idej, poleg tega pa so ideje spontano nadgrajevali, ko je ustvarjalec nepričakovano naletel na eno izmed njemu dotlej nepoznanih možnosti oblikovanja v okviru določenega programa – razni dodatki, posebni efekti ter še vrsta drugih možnosti dodelave grafike

## Programi za grafično oblikovanje
Med programe grafičnega oblikovanja sodijo vsi programi, ki jih lahko uvrstimo v eno izmed naslednjih kategorij programov za delo z grafiko: programi za tehnično risanje (CAD), programi za urejanje besedil, programi za namizno založništvo (DTP) ter programi za urejanje slike.

### Programi za tehnično risanje/konstruiranje (CAD)
Programi za tehnično risanje (CAD) so namenjeni tehničnemu risanju oz. oblikovanju s pomočjo računalnika. Ti programi so največkrat zelo kompleksni in specializirani na raznih področjih tehničnega risanja. So zelo specifični in največkrat prezahtevni za domačo uporabo, zato jih uporabljajo predvsem oblikovalci določene stroke, ki ji je program namenjen (npr. arhitekti). Namenjeni so načrtovanju, natančnemu oblikovanju predmetov (zgradbe, avtomobili,...). Programi, ki nudijo kakovosten izdelek, kot rezultat vloženega dela zahtevajo kar nekaj znanja o tovrstnih programih ter visoko raven profesionalnosti. Eden teh programov je AutoCAD (izdelek podjetja AutoDesk), ki na tržišču prevladuje že več kot 20 let in ima velik ugled na področjih projektiranja izdelkov (uporabljajo ga arhitekti za projektiranje prostora, zgradb in za mestno načrtovanje). Je izredno zmogljiv in prilagodljiv, ima vrsto natančnih funkcij.

### Programi za urejanje besedil
Programi za urejanje besedil so v osnovi narejeni tako, da nadomeščajo funkcije pisalnega stroja, jih pa v veliki meri nadgrajujejo. Omogočajo zapisovanje, urejanje in združevanje tekstovnih datotek, oblikovanje besedila (izbira pisave, stila, vrstic, odstavkov…), poleg tega pa zajemajo nekatere funkcije programov za namizno založništvo (vstavljanje slik, izdelovanje preprostih vektorskih objektov, delo z okvirji, vrtenje, zrcaljenje in spreminjanje slike).
- Spreminjanje velikosti slike (sliko povečamo, pomanjšamo...)
- Obrezovanje slike (izločimo rob slike, ki ga ne želimo zajeti na slikovno ploskev)

V programih urejanja besedil lahko vstavljamo in omejeno v zmožnostih programa oblikujemo skoraj vse formate bitne grafike in vektorske grafike.

### Programi za namizno založništvo
Programi za namizno založništvo ali desktop publishing (DTP) so namenjeni oblikovanju tiskovine, raznih revij, publikacij, vabil... Elementi končnega izdelka so med seboj ločeni in neodvisni ter jih lahko oblikujemo vsakega posebej (npr. oblikovanje prelivov, teksturnih učinkov,...) V večini programov lahko sliki nastavimo svetlost, kontrast, pretvorimo bitno sliko v negativ, določimo poltonske vzorce, stisnemo sliko, obrežemo, zasučemo ali ji spremenimo velikost.

### Programi za urejanje slike
Programi za urejanje slik srečamo v vseh oblikah – od enostavnih programov za delo z bitnimi slikami pa vse do profesionalnih sistemov na grafičnih delovnih postajah. Njihova skupna lastnost je, da so vsi namenjeni ustvarjanju vidne slike kakršnekoli vrste. Posamezni programi pa se ločijo po kompleksnosti in zmogljivosti, lahko pa jih (glede na to, katero grafiko obdelujejo) najenostavneje razdelimo v dva razreda: rastrska grafika, vektorska grafika.
Programi za delo z bitno sliko v splošnem spadajo v razred najenostavnejših programov za urejanje slik. Ker je bitna slika množica obarvanih točk je v resnici vsak program, ki zna te točke spreminjati program za urejanje slike. Programi s katerimi je moč spreminjati le splošne značilnosti slike (svetlost, kontrast, velikost...) ne moremo pa z njimi spreminjati barve vsake točke posebej. To so največkrat programi za namizno založništvo ali urejevalniki besedil za katere zmotno mislimo da so to tudi programi za urejanje slike. 
Vsi programi za delo z bitno sliko pa niso opremljeni samo z orodji za slikanje temveč vsebujejo še vrsto ukazov ki na različne načine urejajo sliko.
Programi za delo z vektorskimi slikamo izdelajo sliko z matematičnim opisom objektov (kot so npr. daljice in krogi). Te programe je težje razvrstit v razrede saj je število objektov, ki jih je mogoče opisati z matematičnimi izrazi v zelo zmogljivem programu neomejeno. Največkrat so programi ozko usmerjeni in namenjeni oblikovanju skupaj z drugo programsko opremo. Z zmogljivejšimi programi za ilustriranje izdelujemo razne publikacije, naslovnice revij, oglasne letake in podobno, medtem, ko lahko z drugimi projektiramo sliko ali tridimenzionalna telesa. Na kratko bi lahko povzeli, da je s programi za delo z vektorsko grafiko moč izdelati vsako sliko, ki si jo lahko zamislimo.

## Priljubljeni progami
Na svetovnem tržišču ne poznamo najboljšega oz. najbolj strokovno dodelanega programa za oblikovanje, saj so določeni programi boljši v izvrševanju nekaterih nalog, kot drugi.
Vodilni proizvajalci programov na področju grafičnega oblikovanja so Adobe Systems, Quark, Inc., Microsoft, Corel ter Macromedia, ki jo je pred časom prevzelo podjetje Adobe Systems.